# Hôtel d'Ourscamp
El Hôtel d'Ourscamp, conocido también como Maison de Marsande o Maison de l'Ours, es un edificio histórico ubicado en los números 44 y 46 de la rue François-Miron en el 4 Distrito de París, Francia.

## Histórico
Fue en 1248 cuando los monjes cistercienses de la abadía de Notre-Dame d'Ourscamp recibieron una donación de terreno en el ángulo formado por la rue Saint-Antoine, ahora rue François-Miron, y la rue Geoffroy-l'Asnier en París.
La casa fue reconstruida a finales del XVI, probablemente alrededor de 1585.

## Arquitectura
La casa primitiva de los cistercienses es su Casa adosada », todo en piedra, con una bodega de unos 200 m2, una sala con pilares en la planta baja y varios pisos. La casa estaba ocupada por los monjes que almacenaban allí los bienes producidos en su abadía y los revendían a los parisinos. Pero parece que las dificultades de gestión les llevaron a alquilar parte de la casa a comerciantes y artesanos.
La casa construida en 1585 consta de un cuerpo principal con una fachada marcada con cadenas de piedra, perforada con grandes ventanas ajimezadas y vanos menores. En la parte trasera, dos pequeñas alas protegen a su vez las escaleras con balaustres rampantes, enmarcando un pequeño patio con entramado de madera adornado con dos privados en voladizo.
La casa tiene dos plantas y un ático de dos plantas bajo un techo francés muy pesado. Los dos lucernarios que abren el primer nivel del ático tienen frontones tallados al estilo del siglo XVI.
Durante la Revolución, la abadía fue expropiada, la casa vendida y pequeños comerciantes se apoderaron del local. La casa sufrió muchas transformaciones y ampliaciones durante los siglos XVII, XVIII y XIX. 

## Respaldo
Durante la primera mitad del XX, la degradación del edificio continúo y la casa se encuentra en el bloque 16 de los bloques insalubres identificados a principios del siglo XX., que la ciudad de París se apresuró a dedicar a su demolición. En octubre de 1961, la amenaza se hizo más clara por la demolición de un grupo de edificios sobre la rue François-Miron, cuya casa en Ourscamp. La Asociación para la Salvaguardia y la Valorización del París Histórico, de reciente creación, se opuso a esta medida, que consideró absurda, y ofreció instalar allí sus oficinas. Unos meses después, ganada la batalla, la ciudad reconsideró su decisión y aceptó la restauración de las casas antiguas a excepción de la casa de Ourscamp, considerada en muy mal estado. Dejaremos el cuidado y la carga financiera de su restauración a la asociación. La asociación histórica de París restaura la casa de Ourscamp con la colaboración de voluntarios. La casa es ahora la sede de la asociación, presidida durante mucho tiempo por Pierre Housieaux.
La fachada, el techo, la escalera y el sótano están clasificados como monumentos históricos desde 1966. Es posible visitar la casa.

L'hôtel d'Ourscamp
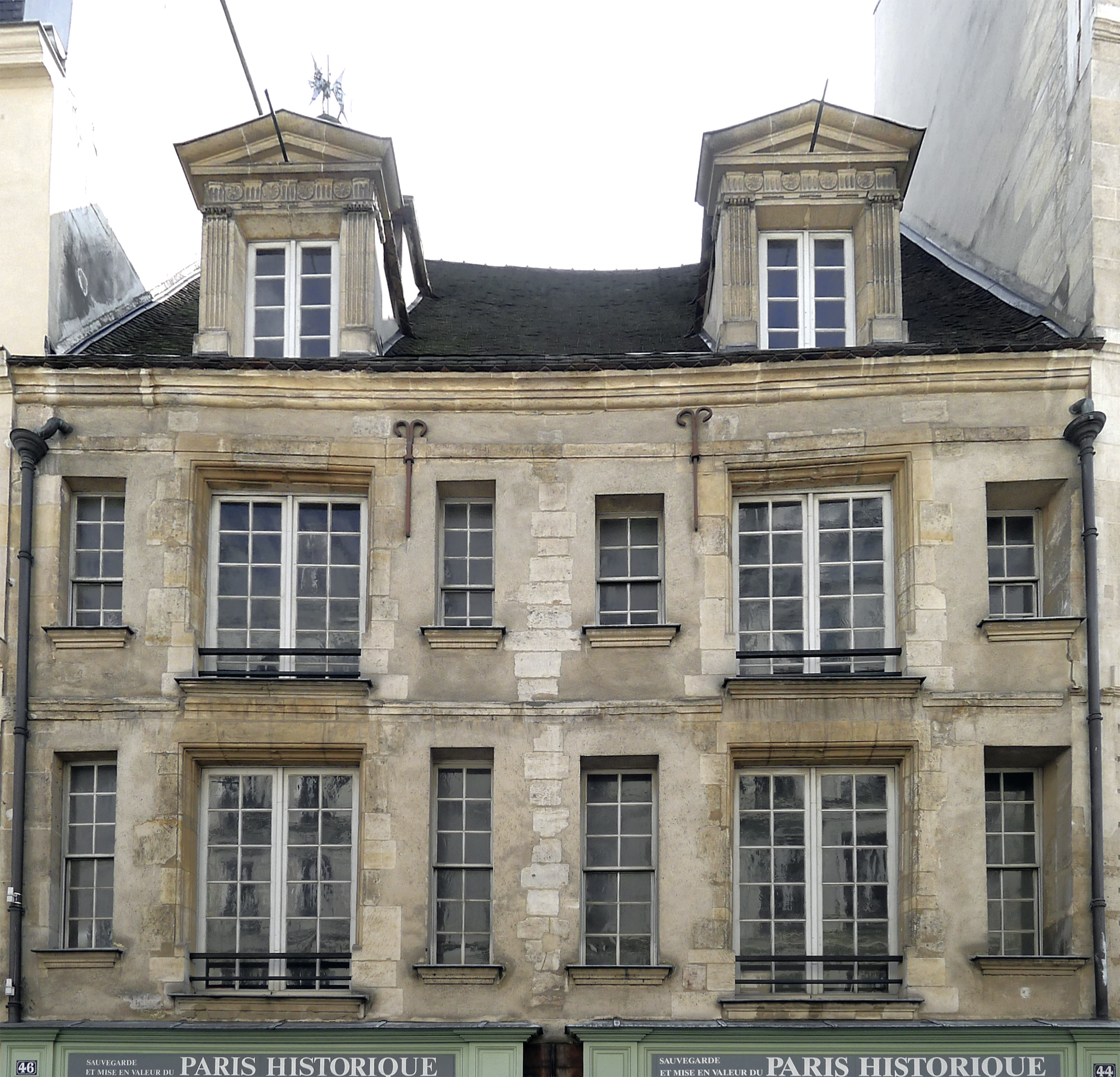
Detalle de la fachada de la calle.
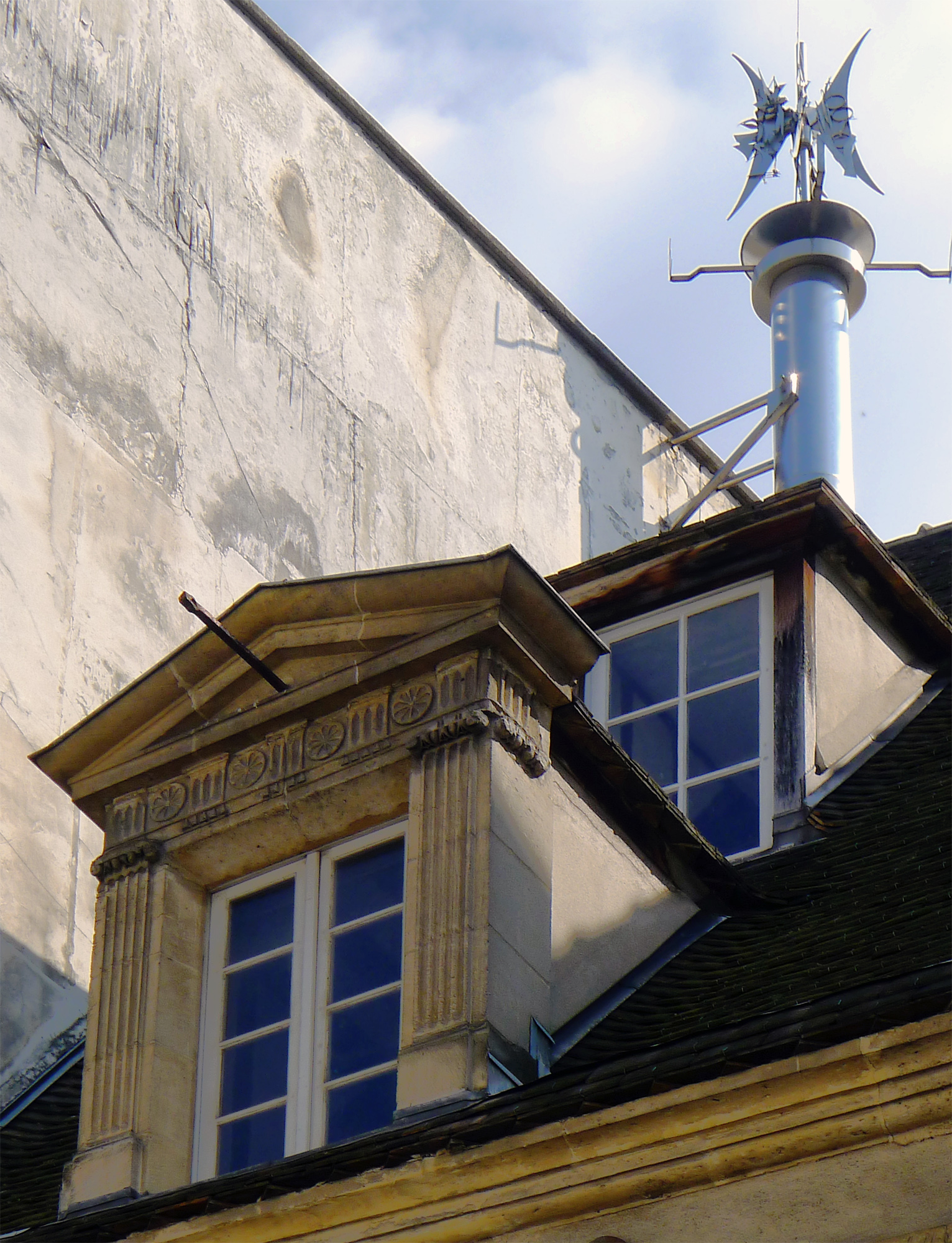
Ventana abuhardillada con frontón.
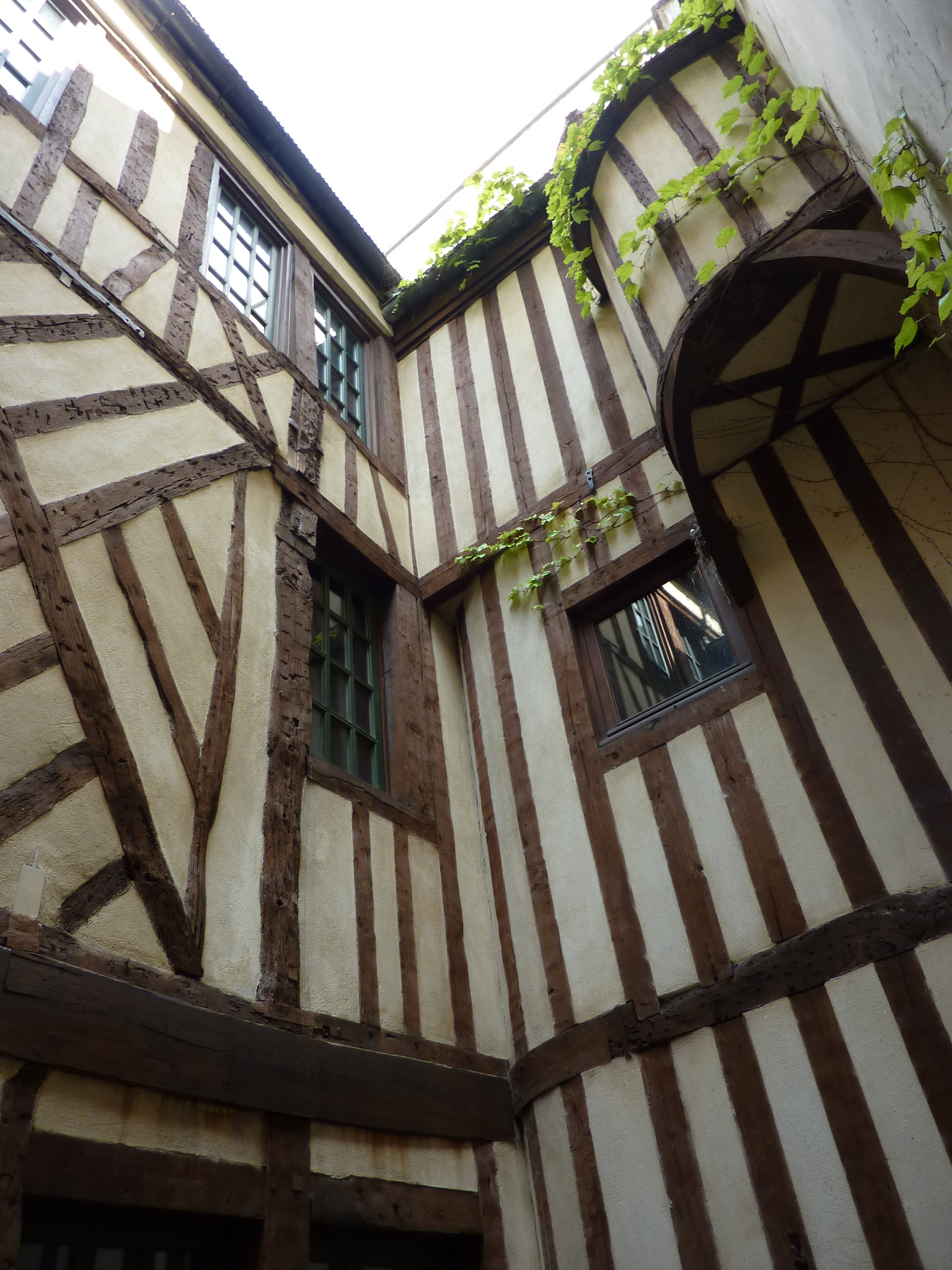
Detalle de las fachadas del patio.
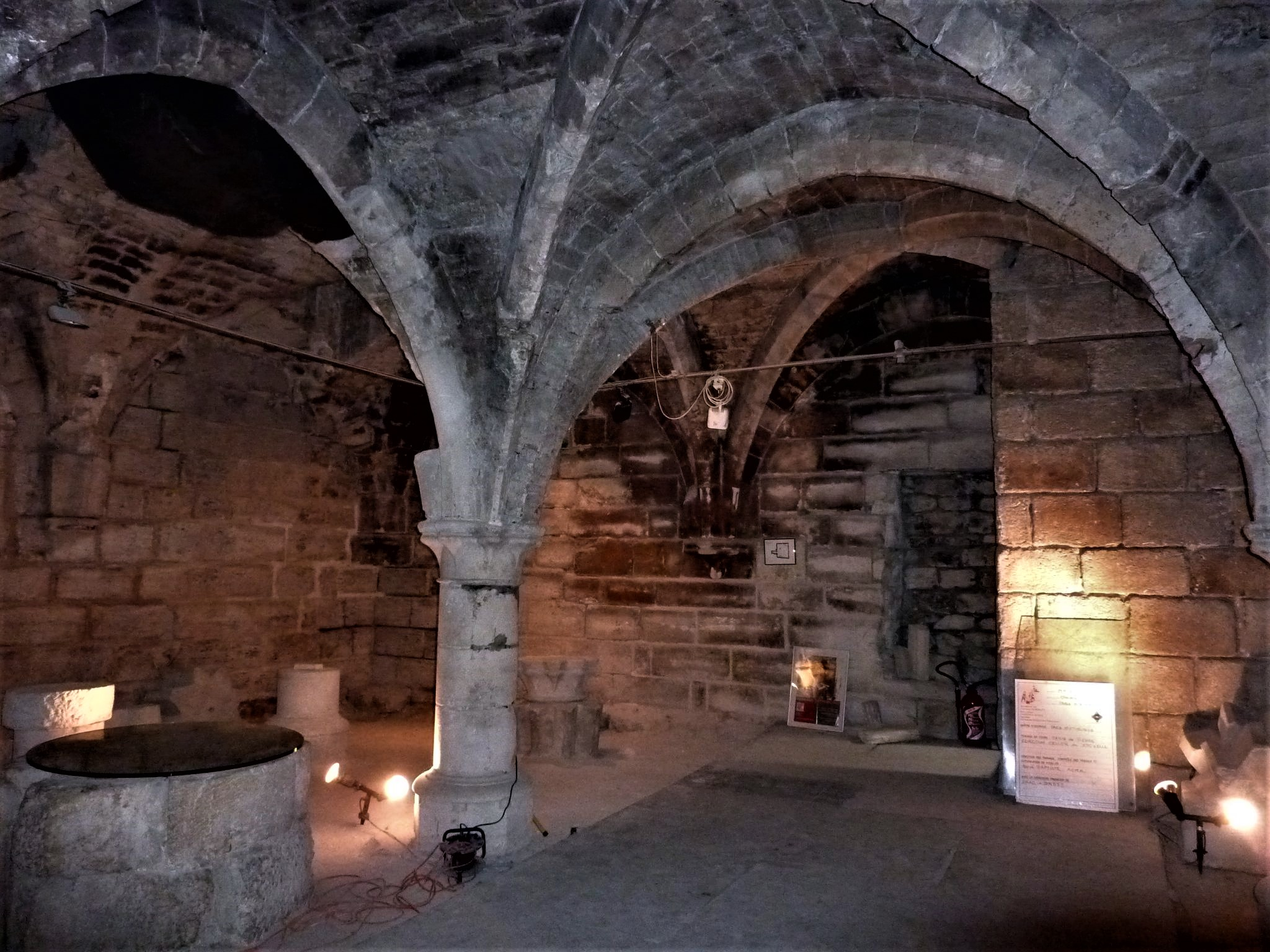
La bodega.